# Castillo de la Mothe-Chandeniers
El castillo de la Mothe-Chandeniers es un castillo de la región de Loudun sito en el municipio de los Tres-Moutiers, en el norte del departamento de Vienne.

## Historia
Siglos XIII y XIV
El castillo fue construido en el siglo XIII en un área vinculada a los señores de la Motte de Bauçay (de Beaussais). 
Tras morir Marie de Bauçay la propiedad pasó a la familia de Chaunay, señores de Champdeniers en Deux-Sèvres.  
Siglos XV y XVI 
El 27 de enero de 1448, La Mothe de Bauçay entra a formar parte del patrimonio de la familia de Rochechouart por el matrimonio de Anne de Chaunay, dama de Champdeniers, Jarvarzay y La Mothe-Bauçay con Jean de Rochechouart, chambelán del rey Louis XI. 
Siglos XVII y XVIII
Fue gracias a François de Rochechouart, Marqués de Chandoiseau , que el castillo tuvo un período de esplendor en torno a 1650: cuando el Marqués es condenado al exilio por pertenecer al movimiento de la Fronde, se retira a su castillo, que había tomado el nombre de Mothe-Chandeniers, y logra rodearse de una corte de artistas e intelectuales. El poeta Léonard Frizon visita el castillo en 1650 y hace una descripción en un poema titulado "Motha Candeneria". En 1668 la propiedad pasa a Nicolas de Lamoignon (1648-1724), señor de Basville, quinto hijo del primer presidente Guillaume Ier de Lamoignon (1617–1677). El hijo de éste, Guillaume Urbain de Lamoignon, tiene tres hijas; una de ellas, Anne-Victoire, esposa René Charles de Maupeou (1688-1775), vicecanciller y ministro de justicia de Francia, a quien es atribuida La Mothe el 23 de abril de 1766.
Siglo XIX 
François Hennecart, rico empresario parisino, lo compra en 1809 y restaura el castillo y sus aledaños: se excavan canales, se trazan avenidas, se planta un viñedo. Hennecart conserva no obstante una gran parte del edificio medieval. La propiedad pasa en herencia a su hija Alexandrine Hennecart. 
Esta lega el castillo a su tercera hija, Marie Ardoin, quien esposa en 1857 el barón Edgard Lejeune, hijo de Louis-François Lejeune y de Louise Clary, sobrina de la reina de Suecia Désirée Clary. Edgard Lejeune emprende alrededor de 1870 una reconstrucción  de gusto romántico. Esta reconstrucción cambiara completamente el castillo, ya que el arquitecto inglés encargado de los trabajos se inspira castillos del Loira, principalmente el de Azay-le-rideau. Entre otros cambios el castillo se rodeará de agua. 
Siglo XX
El domingo 13 de marzo de 1932, mientras que el barón Robert Lejeune acaba de hacer instalar la calefacción centralizada, estalla un violento incendio que devastó el castillo. Los bomberos, venidos de toda la región, no pueden evitar el desastre y solo se salvan la capilla, las dependencias y el palomar. Las pérdidas fueron tales que los propietarios no pudieron reconstruirlas. En su edición del 14 de marzo, Le Figaro se consterna por las riquezas destruidas : « una biblioteca que contiene libros muy escasos, tapices de Gobelins, muebles antiguos y cuadros de gran valor. »
En 1963, después de la guerra de Argelia, el industrial retirado Jules Cavroy compra la propiedad (dos mil hectáreas de las que mil doscientas son bosque y ochocientas son tierra agrícola) a la viuda del barón Lejeune. Repatriados de Argelia explotan las tierras de la Mothe (quinientas hectáreas en torno a las ruinas del castillo) hasta que a principios de los años ochenta, el Crédit Lyonnais compra los bosques para después venderlos en diferentes lotes a varios dueños.
El último propietario fue Claude-Alain Demeyer.
Posteriormente la propiedad quedó  abandonada durante numerosos años.
Siglo XXI
En 2017, el proyecto «Y si adoptaramos la Mothe-Chandeniers » lanzado por Dartagnans y Adopte un château, después de un primer fracaso con el castillo de Sant-Vincent-le-Paluel, propone comprar el castillo con un sistema de multi-propiedad. El precio de compra del castillo es de quinientos mil euros, suma alcanzada por financiación participativa el 1 de diciembre de 2017.